# Yangquan
Yangquan (chinesisch 阳泉市, Pinyin Yángquán shì) ist eine bezirksfreie Stadt in der chinesischen Provinz Shanxi mit 1.318.505 Einwohnern (Stand: Zensus 2020). Yangquan liegt im östlichen Zentral-Shanxi und grenzt im Osten an die Provinz Hebei. Das Verwaltungsgebiet von Yangquan hat eine Fläche von 4.563 km².
Das Gebiet von Yangquan war gegen Ende des 19. Jahrhunderts noch eine unwirtliche Wildnis. Erst nachdem die Eisenbahnlinie von Shijiazhuang nach Taiyuan 1903 ihren Betrieb aufgenommen hatte und sich damit auch der Bergbau (Kohle, Eisenerz) entwickelte, entstand eine kleine Ansiedlung, die 1936 auf über 30.000 Einwohner angewachsen war. Die Stadtrechte bekam Yangquan 1951 und 1983 die Gerichtshoheit über den angrenzenden Bezirk.

## Administrative Gliederung
Auf Kreisebene setzt sich Yangquan aus drei Stadtbezirken und zwei Kreisen zusammen. Diese sind (Stand: Zensus 2020):
- Stadtbezirk Chengqu (城区), der „Innenstadt“-Bezirk, 56 km², 225.443 Einwohner, Zentrum, Sitz der Stadtregierung;
- Stadtbezirk Kuang (矿区), der „Minen“-Bezirk, 17 km², 230.691 Einwohner;
- Stadtbezirk Jiao (郊区), die „Vorstadt“, 583 km², 275.094 Einwohner;
- Kreis Pingding (平定县), 1.397 km², 306.228 Einwohner, Hauptort: Großgemeinde Guanshan (冠山镇);
- Kreis Yu (盂县), 2.510 km², 281.049 Einwohner, Hauptort: Großgemeinde Xiushui (秀水镇).

## Söhne und Töchter der Stadt
- Liu Cixin (* 23. Juni 1963), Schriftsteller